# Montreal Shamrocks
Montreal Shamrocks je bil amaterski in kasneje profesionalni hokejski klub iz Montreala. Deloval je od 1887 do 1910 v treh različnih ligah. Leta 1896 se je združil s klubom Montreal Crystals. V letih 1899 in 1900 je klub osvojil Stanleyjev pokal. Domača dvorana kluba je bila dvorana Victoria Skating Rink. 

## Zgodovina
Klub je bil ustanovljen 15. decembra 1886 na srečanju lacrosse kluba Shamrock Lacrosse Club, na katerem so se odločili organizirati hokejski klub.  Shamrock Lacrosse Club je obstajal že od leta 1867, ko ga je ustanovil J.B.L. Flynn.  V svoji prvi sezoni je imel klub tako člansko amatersko kot mladinsko moštvo. Nivo igre moštva je narasel in klub je tudi igral na dveh izzivih za prvaka lige Amateur Hockey Association of Canada, v letih 1891 in 1892. 

### Združitev s Crystalsi
Leta 1895 se je klub Montreal Crystals združil s športnim klubom Shamrocks Athletic Club, pri čemer sta se hokejski moštvi združili pod imenom Shamrocks znotraj lige AHAC. Drsališče Crystal Palace Skating Rink je tedaj pogorelo po uspešnem petnajstletnem delovanju. 
Klub Montreal Shamrocks je zrasel v ugleden amaterski hokejski klub v Severni Ameriki do konca 19. stoletja, ko je v letih 1899 in 1900 osvojil Stanleyjev pokal, leta 1901 pa je izziv za pokal izgubil. Po upokojitvi zvezdnikov moštva, med drugim dveh kasnejših članov Hokejskega hrama slavnih lige NHL Harryja Triheyja in Arthurja Farrella, je klub počasi zapadel in nikoli več osvojil lige, v kateri je nastopal. Klub je igral v uvodni sezoni lige National Hockey Association, sezoni 1910, a je naposled propadel zaradi rasti profesionalizma v hokeju na ledu. Klub ni bil več zmožen tekmovati z ostalimi klubi v finančnem smislu in ob spremljajočih brezštevilnih delitvah in združitvah, ki so privedle tudi do nastanka novih lig, propadel. 
Tedaj sta bila z montrealsko športno zvezo Shamrock Amateur Athletic Association povezana dva uspešna kluba, hokejski in lacrosse klub. Medtem ko je lacrosse klub večinsko predstavljal delavski razred in se v glavnem osredotočal na irske katoliške industrijske delavce iz soseščine Griffintown, pa je hokejski klub zastopal bolj buržoazno ozadje in skušal prikazati, da se skuša zveza Shamrock Amateur Athletic Association približati širši skupnosti mesta Montreal, saj so se irski katoliki v poznem 19. stoletju poskušali integrirati v najvišje mestne politične institucije. Mnogi igralci, ki so igrali za moštvo od 1899 do 1901, so tudi nadaljevali s študijem na Univerzi McGill in kasneje delali kot zdravniki, pravniki in poslovneži. 
Harry Trihey, kapetan zmagovalnega moštva, je postal v Montrealu priznan pravnik in kanadska vlada mu je naložila odgovornost postavitve vojaške enote Irish Canadian Rangers. Trihey je naposled od odgovornosti odstopil in se leta 1916 vrnil v Montreal, potem ko je vojaški vrh umaknil svojo obljubo Triheyju in namesto kot samostojno bojno enoto Rangerse v boj poslal kot okrepitve. Trihey je imel tudi težave pri novačenju za vojaško službo v Quebecu in na Irskem po velikonočni vstaji v Dublinu med veliko nočjo leta 1916. 

## Izidi
| Sezona  | Liga  | OT | Z | P  | R | TOČ | GF | GA  | KM | Uvrstitev  | Končnica                           |
| 1896    | AHAC  | 8  | 1 | 7  | 0 | 2   | 16 | 30  | -- | 5. v AHAC  | --                                 |
| 1897    | AHAC  | 8  | 1 | 7  | 0 | 2   | 27 | 37  | -- | 5. v AHAC  | --                                 |
| 1898    | AHAC  | 8  | 3 | 5  | 0 | 6   | 25 | 36  | -- | 3. v AHAC  | --                                 |
| 1899    | CAHL  | 8  | 7 | 1  | 0 | 14  | 40 | 21  | -- | 1. v CAHL  | osvojili Stanleyjev pokal          |
| 1900    | CAHL  | 8  | 7 | 1  | 0 | 14  | 49 | 26  | -- | 1. v CAHL  | osvojili Stanleyjev pokal          |
| 1901    | CAHL  | 8  | 4 | 4  | 0 | 8   | 30 | 25  | -- | 3. v CAHL  | izgubili izziv za Stanleyjev pokal |
| 1902    | CAHL  | 8  | 1 | 7  | 0 | 2   | 15 | 62  | -- | 5. v CAHL  | --                                 |
| 1903    | CAHL  | 8  | 0 | 8  | 0 | 0   | 21 | 56  | -- | 5. v CAHL  | --                                 |
| 1904    | CAHL  | 8  | 1 | 7  | 0 | 2   | 32 | 74  | -- | 4. v CAHL  | --                                 |
| 1905    | CAHL  | 8  | 3 | 7  | 0 | 6   | 41 | 62  | -- | 4. v CAHL  | --                                 |
| 1906    | ECAHA | 10 | 0 | 10 | 0 | 0   | 30 | 90  | -- | 6. v ECAHA |                                    |
| 1907    | ECAHA | 10 | 2 | 8  | 0 | 4   | 52 | 120 | -- | 6. v ECAHA | --                                 |
| 1907/08 | ECAHA | 10 | 5 | 5  | 0 | 10  | 53 | 49  | -- | 4. v ECAHA | --                                 |
| 1909    | ECAHA | 12 | 2 | 10 | 0 | 4   | 56 | 103 | -- | 4. v ECAHA |                                    |
| 1910    | NHA   | 12 | 3 | 8  | 1 | 25  | 59 | 100 | -- | 6. v NHA   | --                                 |

## Vidnejši igralci
Iz moštva je bilo 7 igralcev sprejetih v Hokejski hram slavnih lige NHL:
- Arthur Farrell
- Jimmy Gardner
- Jack Laviolette
- Jack Marshall
- Didier Pitre
- Fred Scanlan
- Harry Trihey